# Vărgata
Vărgata é uma comuna romena localizada no distrito de Mureș, na região histórica da Transilvânia. A comuna possui uma área de 40.33 km² e sua população era de 2001 habitantes segundo o censo de 2007.